# Milton Sperling
Pour les articles homonymes, voir Sperling.
Milton Sperling est un scénariste et un producteur de cinéma et de télévision américain né le 6 juillet 1912 à New York (État de New York) et mort le 26 août 1988 à Los Angeles (Californie).

## Biographie
Après des études au City College of New York, il entre comme petit employé au sein des studios de Paramount situés à Long Island (État de New York),.
Il part ensuite à Hollywood où il devient secrétaire de Darryl F. Zanuck et Hal Wallis. En 1945, Sperling crée avec Joseph Bernhard sa propre société de production, United States Pictures (en),,.
C'est un des membres fondateurs de la Writers Guild of America.

## Filmographie

### producteur de cinéma
- 1941 : Qui a tué Vicky Lynn ? de H. Bruce Humberstone
- 1941 : Tu seras mon mari de H. Bruce Humberstone
- 1942 : Les Rivages de Tripoli de H. Bruce Humberstone
- 1942 : Qui perd gagne de Rouben Mamoulian
- 1943 : Requins d'acier de Archie Mayo
- 1943 : Hello Frisco, Hello de H. Bruce Humberstone
- 1946 : Cape et Poignard de Fritz Lang
- 1947 : La Vallée de la peur de Raoul Walsh
- 1948 : My Girl Tisa (en) de Elliott Nugent
- 1949 : Les Chevaliers du Texas de Ray Enright
- 1950 : Secrets de femmes de Robert Wise
- 1951 : Les Aventures du capitaine Wyatt de Raoul Walsh
- 1951 : La Femme à abattre de Bretaigne Windust et Raoul Walsh
- 1952 : Retreat, Hell! (en) de Joseph H. Lewis
- 1953 : Le Souffle sauvage de Hugo Fregonese
- 1955 : Condamné au silence de Otto Preminger
- 1957 : Affaire ultra-secrète de H. C. Potter
- 1958 : La Fureur d'aimer de Irving Rapper
- 1960 : Le Buisson ardent de Daniel Petrie
- 1960 : La Chute d'un caïd de Budd Boetticher
- 1962 : Les maraudeurs attaquent de Samuel Fuller
- 1965 : La Bataille des Ardennes de Ken Annakin
- 1971 : Captain Apache de Alexander Singer

### producteur de télévision
- 1977 : Black Market Baby
- 1980 : The Dream Merchants
- 1980 : Brave New World
- 1985 : Palmer, père et fils
- 1985 : Deadly Intentions
- 1988 : L'innocence foudroyée

### scénariste
- 1936 : Sing, Baby, Sing de Sidney Lanfield
- 1937 : Le Prince X de Sidney Lanfield
- 1938 : Pour un million (I'll Give a Million) de Walter Lang
- 1938 : L'Escale du bonheur (en) de Roy Del Ruth
- 1939 : Le Père prodigue de Roy Del Ruth
- 1939 : Return of the Cisco Kid de Herbert I. Leeds
- 1939 : Et la parole fut de Irving Cummings
- 1940 : The Great Profile de Walter Lang
- 1940 : Four Sons (en) de Archie Mayo
- 1941 : Tu seras mon mari de H. Bruce Humberstone
- 1952 : Retreat, Hell! (en) de Joseph H. Lewis
- 1955 : Condamné au silence de Otto Preminger
- 1960 : Le Buisson ardent de Daniel Petrie
- 1962 : Les maraudeurs attaquent de Samuel Fuller
- 1965 : La Bataille des Ardennes de Ken Annakin
- 1971 : Captain Apache de Alexander Singer

## Nominations
- Oscars du cinéma 1956 : nomination pour l'Oscar du meilleur scénario original (Condamné au silence)